# Tés
Tés è un comune dell'Ungheria di 983 abitanti (dati 2001). È situato nella contea di Veszprém.